# (3514) Hooke
(3514) Hooke es un asteroide perteneciente al cinturón exterior de asteroides descubierto por Luboš Kohoutek el 26 de octubre de 1971 desde el Observatorio de Hamburgo-Bergedorf, Alemania.

## Designación y nombre
Hooke recibió inicialmente la designación de 1971 UJ.
Más adelante, en 2000, se nombró en honor del científico inglés Robert Hooke (1635-1703).

## Características orbitales
Hooke orbita a una distancia media de 3,952 ua del Sol, pudiendo acercarse hasta 3,195 ua y alejarse hasta 4,708 ua. Su inclinación orbital es 3,506 grados y la excentricidad 0,1915. Emplea en completar una órbita alrededor del Sol 2869 días.
Hooko forma parte del grupo asteroidal de Hilda.

## Características físicas
La magnitud absoluta de Hooke es 11,6 y el periodo de rotación de 4,307 horas.